# Savvas Kōnstantinou
Savvas Kōnstantinou (in greco: Σάββας Κωνσταντίνου; Nicosia, 28 agosto 1971) è un ex calciatore cipriota, di ruolo portiere.

## Carriera

### Club
Ha giocato nella massima serie cipriota con AEK Larnaka e Digenis Akritas Morphou.

### Nazionale
Ha esordito con la nazionale cipriota nel 1999, giocando 4 partite fino al 2001.